# Glitter – Glanz eines Stars
Glitter – Glanz eines Stars ist ein US-amerikanischer Musikfilm von Vondie Curtis-Hall aus dem Jahr 2001.

## Handlung
Billie Frank wächst bei ihrer Mutter Lillian, einer afroamerikanischen Jazzsängerin auf; ihr Vater, ein Weißer, will von Ex-Frau und Tochter nichts wissen. Von der Mutter hat Billie das Gesangstalent geerbt und wird von Lillian bei Auftritten zum Duettgesang ermutigt. Das Geld in der Familie ist immer knapp, Lillian verfällt dem Alkohol. Als eines Tages die Wohnung durch ein Feuer zerstört wird, gibt Lillian ihre Tochter schweren Herzens in ein Heim. Obwohl sie verspricht, Billie so schnell wie möglich zurück zu sich zu holen, sieht Billie sie nicht wieder.
Das Jahr 1983: Jahre sind vergangen und Billie ist eine junge Frau geworden. Mit ihren Freundinnen aus dem Heim, Louise und Roxanne, wohnt sie zusammen. Alle drei verdienen sich ihr Geld als Tänzerinnen und werden eines Tages von Musikproduzent Timothy Walker als Backgroundsängerinnen für seinen neuen Star Sylk verpflichtet. Schnell erkennt Walker, dass Billie besser als Sylk singen kann, und lässt sie Sylks Gesangspart einsingen, den er jedoch öffentlich als Sylks Gesang ausgibt. DJ Julian Dice erkennt den Schwindel. Er verliebt sich in Billie und will ihr Produzent werden. Walker entlässt sie für 100.000 Dollar aus ihrem Vertrag – Geld, das Dice ihm jedoch nicht zahlt. Dice verspricht Billie, dass sie eines Tages im ausverkauften Madison Square Garden singen wird.
Dice nimmt mit Billie erste Lieder auf, die erfolgreich sind. Plattenmogul Guy Richardson verpflichtet sie für sein Label und bald wird Billie im Radio gespielt. Sie zieht mit Dice zusammen, mit dem sie nun ein Paar ist. Gelegentlich kommt es zu Differenzen, wenn das Label auf zu freizügigen Outfits und Videoaufnahmen besteht, was Dice ablehnt.
Obwohl Billie mit Dice glücklich ist, vermisst sie ihre Mutter. Nachforschungen zu ihrem Verbleib sind erfolglos. Als Billie eines Tages glaubt, sie in einer betrunkenen Obdachlosen wiederzuerkennen, gibt sie die Suche auf. Ihr Erfolg wird größer und größer, sie tritt bei Preisverleihungen auf und sieht sich eines Tages mit Walker konfrontiert, der sein Geld will. Er droht ihr an, ihr wehzutun, wenn Dice nicht zahlt. Dice ist außer sich und schlägt Walker kurze Zeit später krankenhausreif. Billie ist empört, zumal sie ihn kurz vor einem wichtigen Showauftritt von der Polizeiwache abholen muss, und verlässt ihn. Sie zieht zu Louise und Roxanne. Getrennt von Dice wird sie zum Star. Ihre Platten erreichen Platz 1; ihr geplantes Konzert im Madison Square Garden ist ausverkauft. Billie jedoch ist bei den Proben unkonzentriert und empfindlich. Kurz vor dem Konzert geht sie zu Dice, der jedoch unterwegs ist. Sie sieht, dass er ein Lied für sie komponiert hat, und küsst die Noten. Dice bemerkt später, dass sie in seiner Wohnung war, und geht zum Konzert. Auf der Straße fängt ihn Walker ab und erschießt ihn. Billie erfährt kurz vor ihrem Auftritt von Dices Tod. Dennoch gibt sie ihr Konzert. Hinter der Bühne findet sie später einen Brief von Dice, den er kurz vor seinem Tod verfasst hatte. In ihm teilt er ihr mit, dass ihre Mutter gefunden wurde. Sie sei bereits seit einer Weile clean und lebe in einer Kleinstadt. Direkt nach dem Konzert lässt sich Billie zu ihr fahren und fällt ihr weinend in die Arme.

## Produktion
Carey hatte bereits 1997 Pläne für einen Film und Soundtrack. Arbeiten an ihrem Kompilationsalbum #1’s führten dazu, dass das Filmprojekt erst im Jahr 2000 wieder aufgenommen wurde. Es trug dabei den Arbeitstitel All That Glitters. Auch wenn Carey selbst in den 1980er-Jahren am Anfang ihrer Karriere stand, betonte sie, dass der Film keine autobiografischen Züge trägt. Die Dreharbeiten fanden ab August in Toronto und New York City statt. Die Kostüme schuf Joseph G. Aulisi, die Filmbauten stammen von Dan Bishop.
Glitter – Glanz eines Stars sollte ursprünglich am 31. August 2001 erscheinen. Carey erlitt jedoch Ende Juli 2001 einen Zusammenbruch infolge von „totaler Erschöpfung“ und wurde in ein Krankenhaus eingeliefert. Durch eine Verschiebung der Premieren erschien der Soundtrack am 11. September 2001, dem Tag der Terroranschläge auf das World Trade Center, während der Film in der Folgewoche am 21. September 2001 veröffentlicht wurde. Es war dabei der einzige Film, der in New York City neu in den Kinos anlief; er erreichte nach der ersten Woche Platz 11 der US-amerikanischen Kinocharts. In Deutschland erschien der Film am 15. November 2001 in den Kinos, nachdem eine Filmpremiere in Berlin im September 2001 infolge der Terroranschläge abgesagt worden war. Am 23. April 2002 wurde der Film auf Video und DVD veröffentlicht. ProSieben zeigte ihn am 14. Dezember 2008 erstmals im deutschen Fernsehen. Der Film wurde ein kommerzieller Misserfolg und nahm bei Produktionskosten von rund 22 Millionen Dollar weltweit nur rund 5,2 Millionen Dollar ein.

## Synchronisation
| Rolle          | Darsteller        | Synchronsprecher      |
| -------------- | ----------------- | --------------------- |
| Billie Frank   | Mariah Carey      | Marion von Stengel    |
| Julian Dice    | Max Beesley       | Philipp Brammer       |
| Louise         | Da Brat           | Sandra Schwittau      |
| Roxanne        | Tia Texada        | Alisa Palmer          |
| Lillian Frank  | Valarie Pettiford | Adele Neuhauser       |
| Kelly          | Ann Magnuson      | Viktoria Brams        |
| Timothy Walker | Terrence Howard   | Oliver Mink           |
| Guy Richardson | Dorian Harewood   | Oliver Stritzel       |
| Jack Bridges   | Grant Nickalls    | Pierre Peters-Arnolds |
| Rafael         | Eric Benét        | Ole Pfennig           |

## Soundtrack
Der Soundtrack Glitter verkaufte sich weltweit rund zwei Millionen Mal. Glitter wurde das letzte Album, das Carey bei Virgin/EMI Records veröffentlichte. Virgin löste den Vertrag im Folgejahr, auch wenn das Label einen Zusammenhang mit den geringen Verkaufszahlen von Glitter bestritt. Als erste Single des Soundtracks war Loverboy ausgekoppelt worden.
1. Loverboy (Remix) – Mariah Carey feat. Da Brat, Ludacris, Shawnna, Twenty II und Cameo
2. Lead the Way – Mariah Carey
3. If We – Mariah Carey feat. Nate Dogg, Ja Rule
4. Didn’t Mean to Turn You On – Mariah Carey
5. Don’t Stop (Funkin’ 4 Jamaica) – Mariah Carey feat. Mystikal
6. All My Life  – Mariah Carey
7. Reflections (Care Enough) – Mariah Carey
8. Last Night a DJ Saved My Life – Mariah Carey feat. DJ Clue, Fabolous, Busta Rhymes
9. Want You – Mariah Carey feat. Eric Benét
10. Never Too Far – Mariah Carey
11. Twister – Mariah Carey
12. Loverboy – Mariah Carey feat. Cameo

## Kritik
Der film-dienst nannte Glitter – Glanz eines Stars einen „in allen Belangen enttäuschende[n] Film“. „‚Glitter‘ ist so schablonenhaft wie eine TV-Soap“, befand die Cinema, und schrieb: „Mangels Talent der Hauptdarstellerin kommen Liebhaber von Filmszenen der Kategorie ‚Lachen, wenn man weinen sollte‘ voll auf ihre Kosten“. Für die Süddeutsche Zeitung war es „ein… bemitleidenswert fehlplazierte[s] Produkt mit einer linkischen Mariah Carey als Hauptdarstellerin“. Vor dem Hintergrund der Terroranschläge erscheine der Film zudem „als Emblem für eine Form populärer Unterhaltung, die auf absehbare Zeit passé sein wird.“
„Die schale Geschichte vom Aufstieg einer Sängerin zum Star wird auch durch Mariah Careys bemühtes Debüt als Schauspielerin nicht glamouröser“, schrieb der Focus anlässlich des deutschen Kinostarts. Für die Stuttgarter Zeitung war der Film eine „groschenheftklebrige… Schnulze“ und ein „Showbizdebakel“.

## Auszeichnungen
Mariah Carey gewann für ihre Darstellung 2002 eine Goldene Himbeere in der Kategorie Schlechteste Schauspielerin. Zudem wurde sie für ihre Rolle 2010 für eine weitere Goldene Himbeere in der Kategorie Schlechteste Schauspielerin des Jahrzehnts nominiert. Der Film erhielt weitere Nominierungen für eine Goldene Himbeere: in den Kategorien Schlechtester Film, Schlechtester Nebendarsteller (Max Beesley), Schlechteste Filmpaarung (das Dekolleté von Mariah Carey), Schlechteste Regie und Schlechtestes Drehbuch. Zudem wurde er 2005 für eine Goldene Himbeere als Schlechtestes Musical in 25 Jahren Goldene Himbeere nominiert.
Von den Motion Picture Sound Editors erhielt der Film 2002 eine Golden-Reel-Award-Nominierung für den Besten Tonschnitt/Musik.